# 崖爬地雀
崖爬地雀（学名：Ochetorhynchus melanurus）是灶鸟科的一个物种，为智利特有。

## 分类
崖爬地雀此前为一个单型的属Chilia，但现在归类于Ochetorhynchus，该物种有两个亚种：O. m. melanurus和O. m. atacamae。

## 描述
崖爬地雀体重为31至40克，体长18至19厘米。O. m. melanurus上部呈深棕色，臀部和胁部呈红褐色，胸部呈灰色，腹部呈棕色。O. m. atacamae颜色很相似但整体上更白。

## 分布及栖息地
崖爬地雀分布在智利中部和中北部，南纬27°至35°之间，是智利的特有种，海拔1400至3000米，但冬天的海拔会更低。O. m. melanurus分布偏南方，而O. m. atacamae分布偏北方。
崖爬地雀喜爱的生境是灌木丛生的岩石山坡和植被稀疏的悬崖上。

## 行为和生态
崖爬地雀的食物主要是节肢动物，但也吃植物种子。据推测，该物种是单配偶制的，在春季和夏季筑巢。巢为木棍构成的球形，内衬以羽毛，通常筑巢在岩洞中

## 保护状况
崖爬地雀是无危物种虽然其范围很狭窄，但其栖息地相当偏僻，因此不会受到人类活动的严重干扰。